# Bonsall (Derbyshire)
Bonsall è un villaggio e parrocchia civile dell'Inghilterra, appartenente alla contea del Derbyshire.